# Athyrma elegantula
Athyrma elegantula là một loài bướm đêm trong họ Erebidae.